# Zonderschot
Zonderschot is een dorp en parochie in de gemeente Heist-op-den-Berg met ongeveer 600 inwoners. Het bestaat voornamelijk uit straten met lintbebouwing.

## Geschiedenis
Zonderschot bestond al in de middeleeuwen als een herdgang van Heist-op-den-Berg. In de 19e eeuw groeide het doordat er nieuwe boerderijen werden gesticht. Na de Eerste Wereldoorlog breidde Zonderschot zich verder uit tot een klein dorp.

## Parochie
De geschiedenis van de parochie begon in 1942 met de stichting van een kapelanie. Er werd een voorlopige kapel gebouwd die later als parochiecentrum dienst ging doen. In 1954 werd de kapelanie verheven tot hulpparochie. Op 5 maart 1966 werd de eerste steen voor de huidige kerk gelegd. Deze kerk, die zich bevindt aan de Withofstraat 2, is de Onze-Lieve-Vrouw Koningin van de Vredekapel. Het is een eenvoudige modernistische bakstenen zaalkerk, gebouwd naar ontwerp van E. Spiessens. Het gebouw heeft een plat dak, een atrium en er is beton in verwerkt. De gevelwanden zijn opengewerkt en bevatten glas-in-loodramen van J. Hendrickx.
De kerk bezit het abstracte schilderij De lanssteek, door D. Lemmens (1988) en een modern houten beeld van Onze-Lieve-Vrouw met Kind door L. De Gheus (1961).

## Natuur en landschap
De omgeving van Zonderschot is dichtbezet met lintbebouwing. Niettemin is er een 11 km lange wandeltocht uitgezet, het Sonneschotpad.

## Nabijgelegen kernen
Heist-op-den-Berg, Booischot, Heist-Goor, Langveld, Vogelroede, Kwadeplas, Hegeweg.